# Clark (Tasmanie)
Pour les articles homonymes, voir Clark.
La circonscription de Clark (en anglais : Division of Clark), anciennement connue sous le nom de Denison, est une des cinq circonscriptions de Tasmanie, en Australie. Elle comprend les villes de Hobart, Glenorchy, et une partie de la municipalité de Kingborough.

## Histoire
La circonscription doit son nom à Andrew Inglis Clark, homme politique australien. Avant 2018, la circonscription portait le nom de Denison d'après William Denison[réf. souhaitée].

## Résultats des élections
Aux élections nationales[Lesquelles ?], la circonscription élit cinq députés d'après le système du scrutin à vote unique transférable[réf. nécessaire] : Elise Archer (en) (Libéral), Ella Haddad (en) (Travailliste), Kristie Johnston (en) (Indépendant), Cassy O'Connor (en) (Verts) et Madeleine Ogilvie (en) (Libéral).
Aux élections fédérales, la circonscription élit Andrew Wilkie.